# IC 4846
IC 4846 ist ein Planetarischer Nebel im Sternbild Adler. IC 4846 hat eine scheinbare Helligkeit von 11,9 mag und eine Winkelausdehnung von 10,8 Bogenminuten.